# Gyeongju Korea Hydro & Nuclear Power WFC
El Gyeongju Korea Hydro & Nuclear Power Women's Football Club (en coreano: 경주 한국수력원자력 여자 축구단), conocido como Gyeongju KHNP WFC, es un club de fútbol femenino de Corea del Sur. Fue fundado en 2017 como equipo expansión de la WK League y es propiedad de la compañía estatal Korea Hydro & Nuclear Power. Juega sus encuentros de local en el Estadio Gyeongju, en Gyeongju.

## Historia

### Fundación
El club fue anunciado por el presidente de la compañía Korea Hydro & Nuclear Power Co., Ltd y el alcalde de Gyeongju en octubre de 2016.

## Palmarés
| Competición nacional | Títulos | Subcampeonatos |
| -------------------- | ------- | -------------- |
| WK League (0/1)      |         | 2018.          |

## Trayectoria
| Temporada | Temporada regular de la WK League | Temporada regular de la WK League | Temporada regular de la WK League | Temporada regular de la WK League | Temporada regular de la WK League | Temporada regular de la WK League | Temporada regular de la WK League | Temporada regular de la WK League | Playoffs     |
| Temporada | P                                 | V                                 | L                                 | E                                 | GF                                | GC                                | Pts                               | Pos                               | Playoffs     |
| --------- | --------------------------------- | --------------------------------- | --------------------------------- | --------------------------------- | --------------------------------- | --------------------------------- | --------------------------------- | --------------------------------- | ------------ |
| 2017      | 28                                | 5                                 | 6                                 | 17                                | 23                                | 53                                | 21                                | 7.°                               | No clasificó |
| 2018      | 28                                | 16                                | 5                                 | 7                                 | 54                                | 35                                | 53                                | 2.°                               | Subcampeón   |
| 2019      | 28                                | 14                                | 7                                 | 7                                 | 62                                | 35                                | 49                                | 2.°                               | Semifinales  |